# 豪雪地帯対策特別措置法
豪雪地帯対策特別措置法（ごうせつちたいたいさくとくべつそちほう）は、1962年4月5日に公布された日本の法律。昭和37年法律第73号。前年に起きた三六豪雪を契機として制定された法律であり、豪雪地帯において雪害防除等による基礎条件の改善に関する総合的な対策を規定している。豪雪地帯及び特別豪雪地帯の指定、豪雪地帯対策基本計画の樹立と事業の実施などが定められている。
国土交通省国土政策局地方振興課、総務省自治行政局行政課および農林水産省農村振興局地域振興課が共同で所管し、内閣府防災担当政策統括官部局および総務省消防庁予防課と連携して執行にあたる。

## 目的
積雪が特に甚だしいため、産業の発展が停滞的で、かつ、住民の生活水準の向上が阻害されている地域について、当該地域が人口の減少、高齢化の進展その他の社会経済情勢の変化に加えて気候変動による降雪の態様の変化等により困難な状況に直面していることをも踏まえ、雪害の防除その他産業等の基礎条件の改善等に関する総合的な対策を樹立し、その実施を推進することにより、当該地域における産業の振興と民生の安定向上に寄与すること。